# Olimpíada de xadrez de 1964

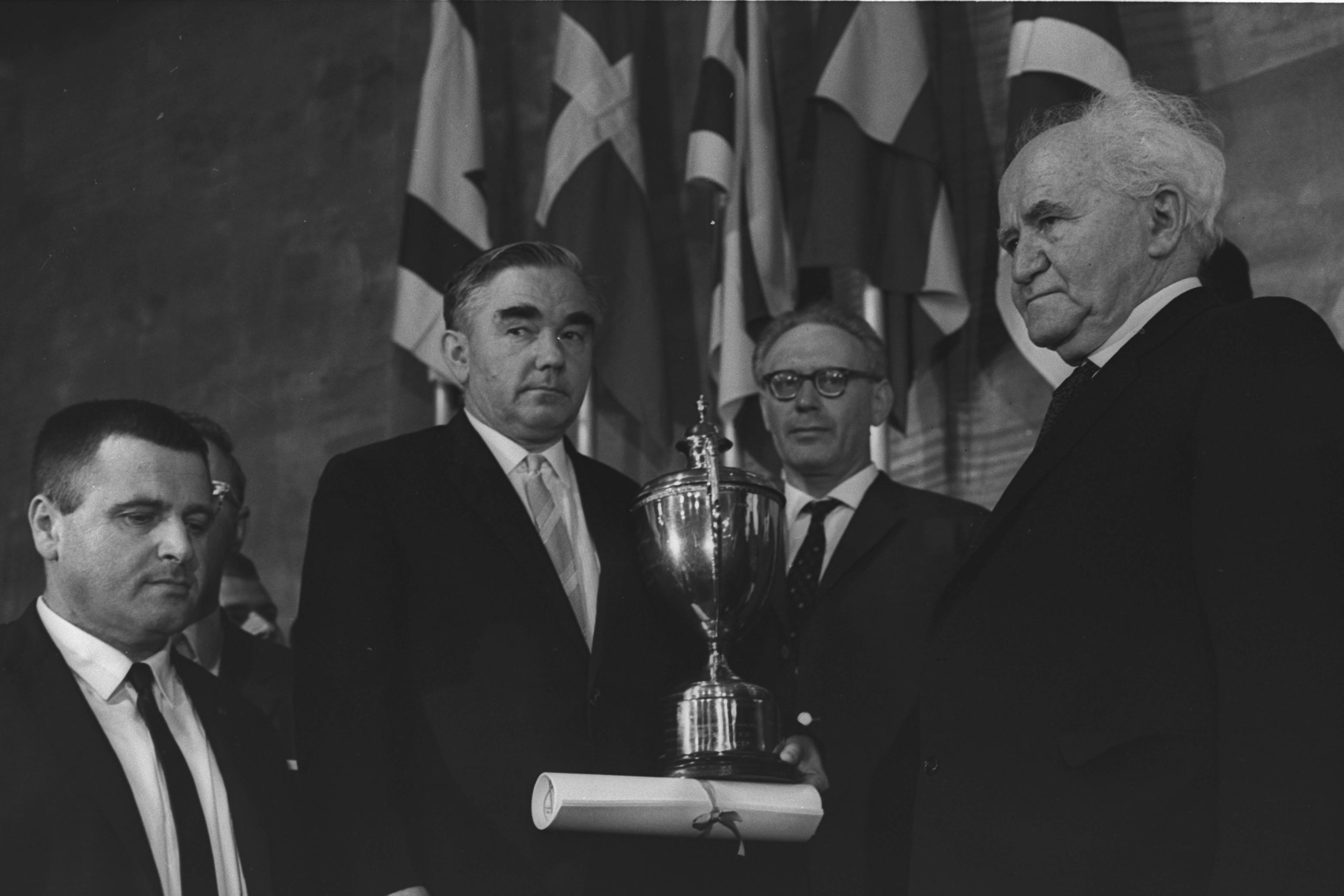

A Olimpíada de xadrez de 1964 foi a 16.ª edição da Olimpíada de Xadrez organizada pela FIDE, realizada em Tel-Aviv entre os dias 2 e 25 de novembro. A equipe da União Soviética (Tigran Petrosian, Mikhail Botvinnik, Vassily Smyslov, Paul Keres, Leonid Stein e Boris Spassky) conquistou a medalha de ouro, repetindo o feito das edições anteriores, seguidos da Iugoslávia (Svetozar Gligorić, Borislav Ivkov, Aleksandar Matanović, Bruno Parma, Milan Udovčić, Milan Matulović) e Alemanha Ocidental (Wolfgang Unzicker, Klaus Darga, Lothar Schmid, Helmut Pfleger, Dieter Mohrlok, Wolfram Bialas).

## Quadro de medalhas
| Tabuleiro | Ouro                                                  | Prata                       | Bronze                            |
| 1.º       | GDR Wolfgang Uhlmann                                  | COL Miguel Cuéllar Gacharna | HUN Lajos Portisch                |
| 2.º       | MGL Tudev Ujtumen                                     | FIN Heikki Westerinen       | URS Mikhail Botvinnik             |
| 3.º       | URS Vasily Smyslov                                    | CHI Pablo Vergara           | FIN Aatos Fred BUL Milko Bobotsov |
| 4.º       | URS Paul Keres RSA David Friedgood YUG Helmut Pfleger | -                           | -                                 |
| 1.º res   | URS Leonid Stein                                      | BUL Milev Sdravko           | ENG Owen Hindle                   |
| 2.º res   | YUG Milan Matulović GDR Günther Möhring               | -                           | URS Boris Spassky                 |